# امیل جوناسینت
امیل جوناسینت (انگلیسی: Émile Jonassaint; زاده ۲۰ مهٔ ۱۹۱۳ – درگذشته ۲۴ اکتبر ۱۹۹۵) سیاستمدار اهل هائیتی بود. وی از ۱۵ ژوئن ۱۹۹۳ تا ۱۲ اکتبر ۱۹۹۴ رئیس‌جمهور موقت هائیتی بود.
پس از آنکه رژیم نظامی ژان برتراند آریستید، رئیس‌جمهور منتخب را در سال ۱۹۹۱ مجبور به خروج از کشور کرد، جوناسینت به مدت پنج ماه (۱۲ مه و ۱۲ اکتبر) در سال ۱۹۹۴ به عنوان رئیس دولت موقت هائیتی خدمت کرد.
امیل جوناسینت در ۲۴ اکتبر ۱۹۹۵، در سن ۸۲ سالگی درگذشت.